# Natatolana nukumbutho
Natatolana nukumbutho är en kräftdjursart som beskrevs av Bruce och Olesen 1995. Natatolana nukumbutho ingår i släktet Natatolana och familjen Cirolanidae. Inga underarter finns listade i Catalogue of Life.